# Walter Rudolf Kirschbaum
Walter Rudolf Kirschbaum (* 26. April 1894 in Duisburg; † 15. August 1982) war ein deutsch-amerikanischer Neurologe und Psychiater. Als Jude musste er 1939 emigrieren.

## Leben

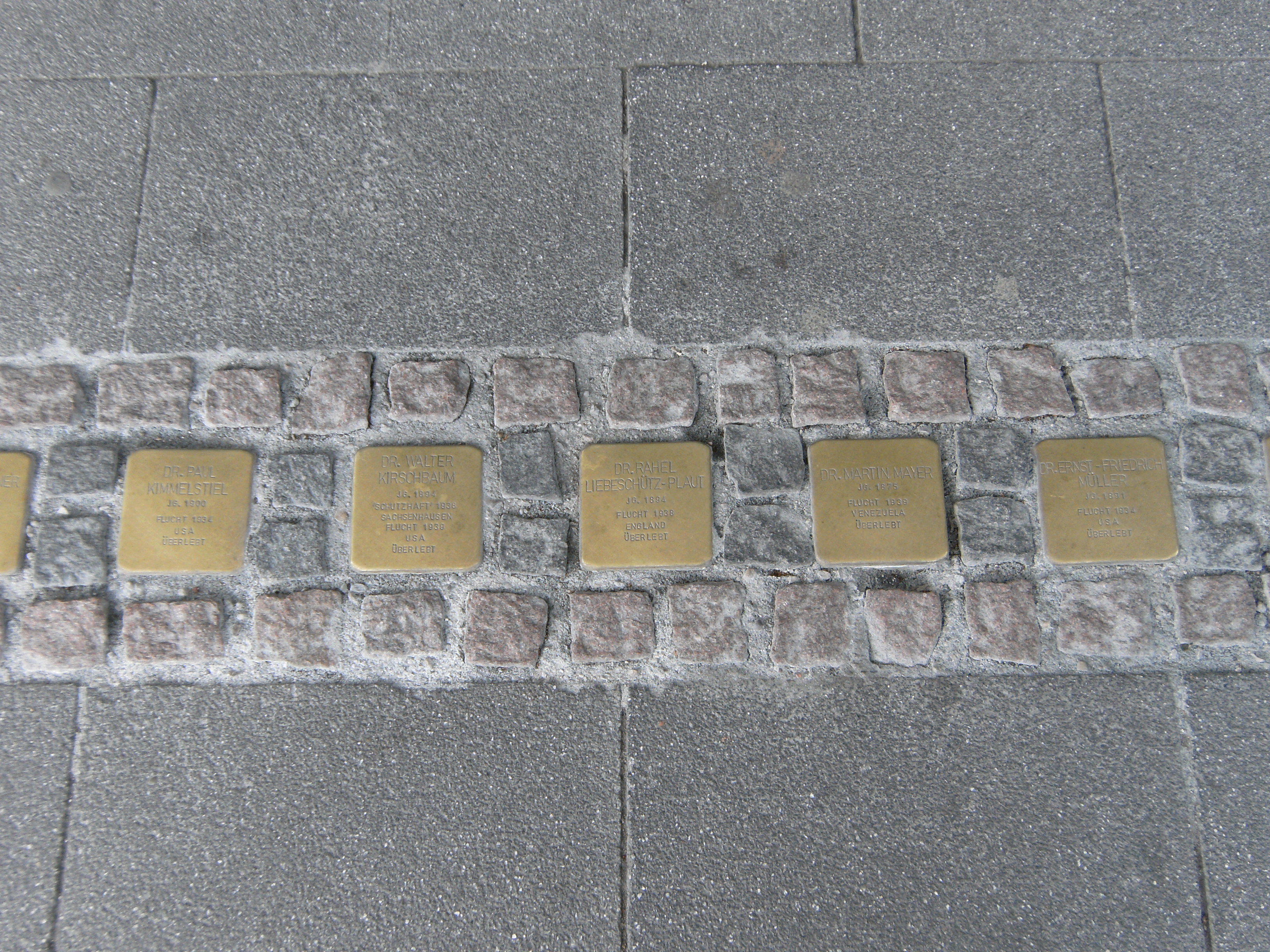
Stolpersteine vor dem Eingang zum Hauptgebäude O 10 des Universitätsklinikums Hamburg, darunter Stolperstein für Walter Rudolf Kirschbaum

1919 wurde Kirschbaum in Berlin promoviert. Seit 1927 war er als Abteilungsarzt in der Hamburger Staatskrankenanstalt Friedrichsberg tätig. Als Privatdozent lehrte er 1933 Psychiatrie an der Universität Hamburg, im März 1934 wurde ihm die Lehrerlaubnis entzogen. Danach führte er noch eine Privatpraxis als Psychiater in seiner Wohnung. Nach dem Novemberpogrom 1938 war Kirschbaum zeitweise im Konzentrationslager Sachsenhausen inhaftiert. 1939 konnte er nach England und dann in die USA emigrieren. 1948 wurde er Assistant professor an der Universität Chicago, 1958 Associate professor. 1964 wurde er emeritiert. 1968 schrieb er über die Creutzfeldt-Jakob-Krankheit.

## Schriften
- Jakob-Creutzfeldt Disease, New York 1968.